# Högbergets naturreservat
Högbergets naturreservat är ett naturreservat i Lycksele kommun i Västerbottens län.
Området är naturskyddat sedan 2025 och är 109 hektar stort. Reservatet ligger nordväst om Lycksele och består av granskog på Högbergets topp ock myrmark med Högbergstjärnen längre ner.